# Парк Цитаделі
Парк Цитаделі в Барселоні (кат. Parc de la Ciutadella) знаходиться в північно-східній частині старого міста. Парк був відкритий в середині 19 століття і протягом кількох десятиліть залишався єдиною зеленою зоною в місті. На території парку Цитаделі сьогодні розташовуються кілька музеїв, зоопарк Барселони, штучне озеро, а також будівля Парламенту Каталонії.

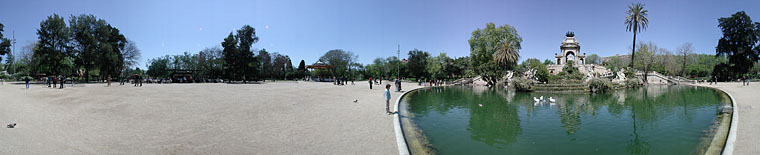
Панорамний вид на Парк Цитаделі

## Історія
У 1714 після Війни за іспанську спадщину, яка тривала протягом 13 років, Барселона була взята військами короля Філіпа V Бурбона. Для того щоб утримати місто, Філіп наказав побудувати в центрі Барселони фортецю, гармати якої були спрямовані на житлові будинки бідних районів Барселони. На той це була одна з найбільших фортець у Європі.
Під час будівництва цієї фортеці були знесені цілі житлові квартали, а для забезпечення фінансування будівництва іспанські власті ввели спеціальний податок — El Cadestre. З тих пір фортеця постійно нагадувала жителям Каталонії про їх поразку в тій війні, яка позбавила їх національного суверенітету.
Цитадель проіснувала близько ста п'ятдесяти років і лише в середині 19 століття, коли фортеця втратила будь-яке військове значення, центральна влада Іспанії дали згоду її зруйнувати її, що із великою радістю виконали місцеві мешканці.
Сьогодні від старої фортеці вціліло лише кілька будинків, серед яких і будівля Арсеналу, яка служить резиденцією Парламенту Каталонії. Решта ж території фортеці була перетворена на парк.
У 1888 році, коли в Барселоні проходила Всесвітня виставка на території Іспанії, парк Цитаделі був обраний основним місцем для її проведення. Парк був істотно реорганізований для проведення виставки і прикрашений багатьма чудовими павільйонами. У 1892 році парк Цитаделі був знову реорганізований для того, щоб розмістити в ньому Зоопарк Барселони.

## Ландшафт
Основою дивовижного паркового ландшафту стало велике озеро і три центральні алеї: липова, тополина і в'язова. Біля озера можна насолоджуватись сусідством маленьких черепашок, що гріються на каменях і плескотом у поверхні води рибок. Навколишня зелень і затишна атмосфера, настроюють відвідувачів на романтичний настрій. В одному зі ставків розташована скульптура «Відчай» каталонського скульптора Жузепа Льїмони. Скульптура була подарована місту Жузепом і стала одним із символів Барселони.
У північному куті парку знаходиться вражаючий каскадний монументальний фонтан — Cascada, виконаний у класичному стилі і прикрашений чудовим скульптурним ансамблем із квадригою Аврори, відлитої з бронзи. Вперше він був відкритий в 1881 році, без скульптурної експозиції, проте протягом наступних шести років був доведений до сучасного вигляду і у 1888 році його представили на Всесвітній виставці. Над композицією цього фонтану попрацював архітектор з Каталонії Жузеп Фонсере (Josep Fontserè), скульптори Росенд Нобас (Rossend Nobas), Венансі Вальмітжан (Venanci Vallmitjana,) і маловідомий в той час Антоніо Гауді.
На площі Пласа де Армас, в будівлі колишнього Арсеналу, розташовується каталонський Парламент і Музей нового мистецтва, в якому можна побачити роботи майстрів Каталонії. На території парку також знаходяться Музей геології (найстаріший музей Барселони), Музей зоології, (розмістився в колишній будівлі кафе-ресторану Всесвітньої Виставки).
Близько третини території парку припадає на Зоопарк Барселони.

## Галерея
|                                                      |                |                   |                             |
| Скульптура «Відчай» (1917) скульптор — Жузеп Льїмона | Фонтан Cascada | Зоологічний музей | Фонтан «Дама з парасолькою» |